# PEC das Domésticas
Konstitutionell ändring 72 till den brasilianska konstitutionen från 1988, är ett konstitutionellt tillägg i Brasilien, som reglerar hushållsarbetarnas arbetsförhållanden.
Lagförslaget lades fram 2010 av Carlos Bezerra. Lagen godkändes av Brasiliens deputeradekammare den 4 december 2012, och av Brasiliens förbundssenat den 19 mars 2013. Bland annat finns minimumlöner fastställda i lag, sjukersättning, pensioner och arbetslöshetsförsäkring.

### Fotnoter
1. ↑  ”Brazil's Domestic Servants Get Work Equality” (på engelska). Bloomberg Businessweek. 11 april 2013. http://www.businessweek.com/articles/2013-04-11/brazils-domestic-servants-get-work-equality. Läst 6 juli 2013.